# Cajamarca (região)
Cajamarca é uma das 25 regiões do Peru, sua capital é a cidade de Cajamarca.

## Províncias (capital)
1. Cajabamba (Cajabamba)
2. Cajamarca (Cajamarca)
3. Celendín (Celendín)
4. Chota (Chota)
5. Contumazá (Contumazá)
6. Cutervo (Cutervo)
7. Hualgayoc (Bambamarca)
8. Jaén (Jaén)
9. San Ignacio (San Ignacio)
10. San Marcos (San Marcos)
11. San Miguel (San Miguel de Pallaques)
12. San Pablo (San Pablo)
13. Santa Cruz (Santa Cruz de Succhabamba)